# Detektiv
Detektiv je preiskovalec kriminalnih dejanj, lahko je član, sodelavec policijske agencije ali pa privatni preiskovalec. Pri odkrivanju kriminalnih dejanj uporablja logiko, dedukcijo in intuicijo. Pri reševanju zapletenih primerov mora uporabljati tudi različne strokovnjake s področja forenzike. Pri svojem delu mora biti tudi pripravljen na uporabo prijemov in sredstev, ki jih sicer uporablja policija. Pogosto so upodobljeni v filmih in TV- nadaljevankah.